# Дете са лоптом увек нађе друштво за игру
Дете са лоптом увек нађе друштво за игру је хипхоп микстејп репера Блоковског. Објављен је 11. маја 2011. године на компакт-диск формату и за дигитално преузимање за независну хипхоп издавачку кућу Царски рез, у исто време када и Прототип, пети соло албум Блоковског.
На микстејпу се налазе двадесет и две песме, на њему се нашло неколико до тада необјављених нумера, а од музичара гостују Shot, Sinovatz, Маузер, Мјан, Психо Мистик, Скуби, Крукс, Ill Goverment, Шошим, Тимбе, Унија Шетача, Шмек Деди, Emby, Суприм, Woodie, Бвана, MC Best, Стиховен Калибар и Војиновић. Битмејкери на микстејпу били су Куер, Скуби, Xndr, Цоа, Крукс, Тимбе, Bloodman, Дворска луда, Emby, 3man, Tenk beatz, Барон и диџеј Даст. Омот албума радио је Зинедин дизајн.

## Песме
| Бр. | Назив песме              | Гости                 | Продукција   | Трајање |
| --- | ------------------------ | --------------------- | ------------ | ------- |
| 1.  | То је тако               | Шот                   |              | 02:50   |
| 2.  | Док уживам у бланту      |                       |              | 03:47   |
| 3.  | Свадбарска               |                       |              | 03:13   |
| 4.  | Реци шта!                | Маузер и Мјан         | Скуби        | 03:30   |
| 5.  | Сметња                   | Психо Мистик          | Скуби        | 03:02   |
| 6.  | Стари пас                | Скуби                 | Цоа          | 03:54   |
| 7.  | Време стоји              | Крукс и и Шошим       |              | 03:38   |
| 8.  | Кад засвира драм         |                       | Скуби        | 03:23   |
| 9.  | Сасвим обична прича      |                       | Крукс        | 02:46   |
| 10. | Санта и ватра            |                       | Крукс        | 03:24   |
| 11. | Од тежа до кајбла        | Тимбе                 | Тимбе        | 03:09   |
| 12. | Пејзажи у магли          | Унија Шетача          |              | 05:08   |
| 13. | Једна животиња у низу    | Психо Мистик          | Дворска луда | 02:52   |
| 14. | Вртлог                   | и Шмкед Деди          | Скуби        | 03:50   |
| 15. | Бураз брате              | , и Суприм            |              | 03:43   |
| 16. | Пусти ме                 | Бвана, MC Best и Мјан | Мјан         | 03:44   |
| 17. | Пијан поспан             |                       |              | 02:46   |
| 18. | Наши дани                | Стиховен калибар      | Скуби        | 03:18   |
| 19. | Сцена без имена (ремикс) |                       |              | 02:42   |
| 20. | Срања и глупости         | Војиновић             | Барон        | 03:03   |
| 21. | Добро јутро              |                       | диџеј Даст   | 03:16   |
| 22. | То је тако               |                       |              | 01:51   |